# Kacper Marchewka
Kacper Marchewka (ur. 24 lipca 2002) – polski koszykarz, występujący na pozycji rzucającego obrońcy, od 2023 zawodnik Krajowej Grupy Spożywczej Arki Gdynia.
4 sierpnia 2022 dołączył do Suzuki Arki Gdynia.

## Osiągnięcia
Stan na 2 maja 2024, na podstawie, o ile nie zaznaczono inaczej.

### Drużynowe
Seniorska
- Mistrz Polski (2022)
- Brązowy medalista mistrzostw Polski (2021)
- Uczestnik rozgrywek międzynarodowych Eurocup (2021/2022)

Młodzieżowe
- Wicemistrz Polski:
  - juniorów starszych (2021)[5]
  - kadetów (2018)[6]
- Brązowy medalista mistrzostw Polski:
  - juniorów starszych (2019)[7]
  - juniorów (2019)[8]

### Indywidualne
Młodzeżowe
- Zaliczony do I składu mistrzostw Polski:
  - juniorów starszych (2021)[5]
  - juniorów (2019)[8]
  - kadetów (2018)[6]

### Reprezentacja
- Wicemistrz Europy U–18 dywizji B (2019)
- Uczestnik:
  - mistrzostw Europy U–20 (2022 – 13. miejsce)
  - turnieju U–20 Euro Challengers